# Manniellinae
Manniellinae zijn een subtribus binnen de Cranichideae, een tribus binnen de orchideeënfamilie (Orchidaceae)
Het is een monotypische subtribus met slechts één geslacht en twee soorten orchideeën.
Voor een beschrijving van deze subtribus, zie de geslachtsbeschrijving.
Manniellinae zijn endemisch voor tropisch West-Afrika.

## Taxonomie
De subtribus Manniellinae is een monotypische en monofyletische groep.
- Geslachten:
  - Manniella Rchb.f. (1881)